# Cuộc tranh biện Peterson–Žižek
Cuộc tranh biện Peterson–Žižek, có nhan đề chính thức là Happiness: Capitalism vs. Marxism, là một cuộc tranh luận giữa nhà tâm lý học người Canada Jordan Peterson – chuyên gia tâm lý lâm sàng chỉ trích chủ nghĩa Marx – và nhà triết học người Slovenia Slavoj Žižek – chuyên gia phân tâm học theo chủ nghĩa Hegel – về mối quan hệ giữa chủ nghĩa Marx, chủ nghĩa tư bản, và hạnh phúc. Sự kiện được tổ chức tại Meridian Hall, Toronto vào ngày 19 tháng 4 năm 2019, có sự tham gia dẫn chương trình của Stephen J. Blackwood và thu hút sự chú ý của hơn 3.000 khán thính giả.
Tổng kết lại, Peterson và Žižek đi tới đồng thuận về một số vấn đề, bao gồm sự chỉ trích đối với trào lưu đúng đắn chính trị (political correctness) và chính trị căn tính (identity politics). Ngoài ra họ còn thảo luận về các giá trị của chủ nghĩa tư bản điều tiết. Hai vị đều bác bỏ ý tưởng cho rằng hạnh phúc là mục đích quan trọng nhất của các cá nhân nói riêng và các xã hội nói chung.

## Bối cảnh
Peterson trước đó đã liên tục bị phán xét là sử dụng sai thuật ngữ postmodernism, một thuật ngữ chỉ trào lưu triết học hậu hiện đại, thay vào đó được ông dùng để chỉ bâng quơ thuyết âm mưu chủ nghĩa Marx văn hóa của cánh hữu bài Do Thái. Peterson bác bỏ những cáo buộc này, khẳng định rằng ông chưa từng có ý định cổ súy cho thuyết âm mưu nào, mà chỉ đơn thuần muốn nâng cao nhận thức phản biện của công chúng đối với các hiện tượng văn hóa mà ông coi là dính dáng đến chủ nghĩa hậu hiện đại.

Ở một sự kiện tại Cambridge Union vào tháng 11 năm 2018, Žižek cáo buộc Peterson sử dụng các "bằng chứng ngụy khoa học" (3:40). Žižek cũng chỉ trích cách dùng từ "chủ nghĩa Marx văn hóa" của Peterson, cho rằng "thuyết âm mưu điên rồ của ông ta về quyền LGBT+ và #MeToo như là những phụ nhánh phát sinh từ cơ đồ triết học Marxist nhằm hủy hoại văn hóa phương Tây, quả thật, quá đỗi lố bịch." Theo Matthew Sharpe trên trang The Conversation, 
thuật ngữ 'cultural Marxism' len lỏi vào truyền thông đại chúng khoảng năm 2016, thời điểm mà Jordan Peterson biểu tình chống đạo luật cấm phân biệt đối xử dựa trên giới tính ở Canada. Peterson đổ lỗi cho chủ nghĩa Marx về các hiện tượng như phong trào đòi sự tôn trọng cho đại từ giống trung, những khái niệm mà theo ông không tôn trọng quyền tự do ngôn luận.

Peterson hùng hồn tuyên bố rằng ông có thể gặp Zizek "bất cứ lúc nào, bất cứ đâu" để tranh biện, và vào ngày 28 tháng 2 năm 2019, một cuộc thảo luận đã được lên lịch vào ngày 19 tháng 4 năm 2019.